# Fair Isle
Fair Isle  er en shetlandsk ø med 55 indb. mellem Orkney og Shetlandsøerne, 40 km fra Sumburgh på øen Mainland.
Øen er kendt for sit rige fugleliv og fremstillingen i en andelsvirksomhed af strikkevarer. Havnen får hver sommer besøg af ca. 1.000 sejlbåde.
Det er en naturoplevelse at følge hele øens kystlinje. Mange trækfugle benytter om foråret og efteråret øen som mellemstation og tiltrækker mange fugleinteresserede. Fugleobservatoriet tilbyder fugleture om sommeren. Flere gange daglig fanger ornitologerne fugle i net for at mærke og undersøge dem, og det er tilladt at se på. Det er også en oplevelse at observere de mange lunder på en aftentur. Fugleobservatoriet tilbyder overnatning med fuld forplejning i sovesal og værelser. To familier tilbyder B&B.
Der er flyforbindelse fra Sumburgh med et ottesædet fly fra flyselskabet Loganair. Fra Sumburgh på det sydlige Mainland er der med postbåden Good Shepherd 3 ugentlige ture til Fair Isle. Planlægges en tur til øen, skal man regne med god tid, da der på grund af vejret kan være mange forsinkelser.
Øen har været ejet af National Trust for Scotland siden 1954.